# Opbouw (tijdschrift)
Opbouw was tot 1 januari 2015 een veertiendaagse uitgave van de Nederlands Gereformeerde persvereniging Opbouw. Het bood artikelen op het snijvlak van de Bijbel en de kerkelijke praktijk. 

## Geschiedenis
Het eerste nummer verscheen op 22 maart 1957, gericht op de toen nog niet gescheurde Gereformeerde Kerken vrijgemaakt. Het kerkblad richtte zich later voornamelijk op lezers uit de (van de vrijgemaakten afgesplitste) Nederlands Gereformeerde Kerken (NGK), maar heeft ook lezers elders in de 'kleine oecumene'. 'Opbouw' probeerde recht te doen aan het bonte palet aan meningen binnen dit kerkgenootschap. Hoofdredacteur was lange tijd Sander Klos.

## Fusie
Opbouw fuseerde in januari 2015 met het tijdschrift De Reformatie, waar al mee werd samengewerkt. Het nieuwe tijdschrift kreeg de naam OnderWeg.